# Daniel Jamet
Pour les articles homonymes, voir Jamet.
 (février 2024).
Si vous disposez d'ouvrages ou d'articles de référence ou si vous connaissez des sites web de qualité traitant du thème abordé ici, merci de compléter l'article en donnant les références utiles à sa vérifiabilité et en les liant à la section « Notes et références ».
Daniel Jamet est un guitariste né en 1960 à Chinon, en Touraine. Il a été, entre autres, le guitariste de la Mano Negra, Taladrooo en Club Don Juan Allende, Pause et Desert Rebel et joue actuellement avec Moon et Lars Sonic au sein de La Poison, trio de rock électro-chimique.

## Biographie

### Début
Né en 1960 à Chinon, Daniel commence la guitare à 11 ans et se passionne à la fois pour le classique espagnol et la pop anglaise des années 70. Il achète sa première guitare électrique à l’âge de 16 ans et monte son premier groupe "Cain, Abel, n'co" avec son frère Francis au chant, Marco Guitard à la... basse et Claude Graindeorge à la batterie.
En 1984, il rejoint Les Reactors, un groupe des années 1980 emblématique de la région de Tours. Il monte à Paris et rejoint le groupe "Les Volés" (Laurent Puni Chant, Jo Dahan Guitare, Tomas Arroyos Basse, Philippe Teboul Batterie) en 1987. En 1987, il participe également au groupe "Cover Boys" (quelques concerts et maquettes) dont le bassiste Alain Philipon est un ami de lycée avec lequel il a joué à Tours dans "Caïn, Abel, n'co" puis plus tard dans Les Reactors. Il participera également au groupe Bernadette Soubirou et ses Apparitions comme guitariste soliste. Il jouera dans le métro avec le groupe des Casse-pieds qu'il a créé avec Philippe Teboul, Manu Layotte et Jo Dahan, ils sont ainsi remarqués par Manu Chao qui, dès lors, souhaite les intégrer à son propre groupe, la Mano Negra qu'ils rejoignent en 1988.

### La Mano Negra
Daniel Jamet est la lead guitare au sein du groupe. Surnommé Roger Cageot, il est considéré comme le "guitariste-clown hallucinant" de la Mano Negra. La Mano Negra enchaîne les concerts, le groupe voit alors sa notoriété augmenter. Au cours des nombreuses tournées en Amérique Latine, Daniel développe son style.
En 1993, il quitte le groupe pendant l'enregistrement de Casa Babylon notamment parce qu'il considère que Manu écoute de moins en moins les autres, en particulier pendant le mixage des albums qu'il réalise seul. Il semble aussi que la mort d'Helno, le chanteur des Négresses Vertes, ait déclenché sa décision. Un an après son départ, le groupe est dissout. Daniel continue aussi de jouer avec Phil, Tom et Jo, dans une formation baptisée Les Patrons, spécialisée dans les reprises punk-rock qui aurait joué pour la première fois en 1992.

### Petite parenthèse dans BSA
En 1992, Daniel Jamet participe à l'album Je vous salis ma rue du groupe Bernadette Soubirou et ses Apparitions (initié par K.Roll) dont il a fait partie dans les années 80 en compagnie de Philippe Teboul et Jo Dahan, notamment.

### L'après Mano: P18 et Flor Del Fango
Après le split, il rejoint d'abord en 1995 Schultz et les Tontons Flingueurs et compose avec Manu Layotte la bande son originale du film Raï de Thomas Gilou. En 1996, Thomas Darnal fonde son nouveau groupe, P18 et invite Daniel et Napo à se joindre à lui. Daniel fonde avec Napo, le groupe Flor Del Fango avec Philippe Teboul un ex-Mano. Daniel alterne entre les tournées P18 et Flor Del Fango mais Daniel décide d'abandonner P18 pour se consacrer au groupe Flor Del Fango.

### Avec Mano Solo
En 2004 il rencontre Mano Solo, Il participe à l'album Les Animals, sorti en 2004, et accompagne ensuite Mano en tournée. Sur l'album In the Garden, il participe en tant que guitariste et compositeur. Il enregistre l'album suivant,Rentrer au port, en Septembre 2009. Il enregistre et répète avec le groupe Les Frères Misère afin de faire remonter le groupe sur les planches et de le faire revivre.

### Avec Pause et Desert Rebel
En 2005, la rencontre avec Guizmo de Tryo alors en pause donne lieu à un voyage au Sahara du Niger et à la formation du collectif Desert Rebel autour du guitariste touareg Abdallah ag Oumbadougou. Guizmo monte aussi le groupe Pause en 2005, groupe mélangeant toute sorte de style: rythme reggae, ragga, rap. Daniel rejoint le groupe dès sa formation et il enregistre le premier album éponyme du groupe.

### Producteur, studio
En 2009, 2010 il produit le groupe de rock marocain Haoussa. Il joue de la guitare sur l'EP Owag et en assure la production.
En 2010, il joue avec Gaëtan Roussel sur son album solo "Ginger".
En 2011, Daniel Jamet accompagne l'actrice Rachida Brakni pendant la courte tournée suivant la sortie de son album.
Depuis 2013, il est guitariste sur les tournées de Damien Saez. 
En 2013 il participe À l'enregistrement de l'album "Les terriens" des têtes raides paru sur le label tôt ou tard le 17 février 2014.
En 2016, il est guitariste sur scène pour la tournée de promotion de l'album On/Off de Christian Olivier (chanteur des Têtes Raides).